# Herrenhausen
Herrenhausen (pronuncia in lingua tedesca [hɛʁn̩ˌhaʊzn̩]) è un distretto della città tedesca di Hannover, a nord-ovest del centro della città. Nel 2014 aveva una popolazione di 35 920 abitanti.
Qui vi hanno sede le aziende Johnson Controls e Herrenhäuser Brewery fondate nel 1868.

## Sviluppo della popolazione

Il grafico mostra lo sviluppo della popolazione nel distretto di Ahlem-Badenstedt-Davenstedt dal 1º gennaio 2005. 

## Monumenti e luoghi d'interesse
- Castello di Herrenhausen
- Giardini reali di Herrenhausen
- Grosser Garten